# فريق فورس إنديا
فريق صحارى فورس إنديا للفورمولا 1 (بالإنجليزية: Sahara Force India Formula One Team)‏ هو الاسم التجاري لفريق فورس إنديا للفورمولا 1 المحدود, كان فريق فورمولا 1 مركزه في سيلفرستون، المملكة المتحدة . تم إنشاء الفريق في شهر أكتوبر 2007 عندما قام اتحاد شركات بقيادة رجلي الأعمال الهنديان فيجاي ماليا وميشيل مول بشراء فريق سبيكر إف1 مقابل 90 مليون يورو. فريق فوس إنديا يقدم صورة عن الاهتمام المتزايد للفورمولا 1 لدى الهند جنباً إلى جننب مع استضافة حلبة نويدا العظيم لسباق جائزة الهند الكبرى للفورمولا 1 في عام 2011. أكد الاتحاد الدولي للسيارات تغيير الاسم من سبيكر إلى فورس إنديا في 24 أكتوبر 2007.
بعد المشاركة في 29 سباقاً دون تحقيق أية نقاط، فاز فريق فورس إنديا ببعض النقاط بفضل حصوله على مركز في منصة التتويج في سباق جائزة بلجيكا الكبرى عام 2009. حقق الفريق المزيد من النقاط بوقوع سائقه أدريان سوتيل في المركز الرابع وتحقيقه أسرع لفة في سباق جائزة إيطاليا الكبرى. في أكتوبر 2011, اشترت شركة صحارى باريوور الهندية حصة 42.5% من أسهم الفريق بما يقابل 100 مليون دولار أمريكي.
في عام 2018 ، تم شراء أصول الفريق من قبل تحالف من المستثمرين بقيادة لورانس سترول يُدعى راسينغ بوينت.

## روابط خارجية
- الموقع الرسمي للفريق